# Atco Records
Atco Records, aussi stylisé ATCO, est un label discographique américain, basé à New York.

## Histoire
Le label est créé en 1955 par Herb Abramson. C'est une filiale d'Atlantic Records. Ont notamment signé, sous ce label, AC/DC, Buffalo Springfield, Eric Clapton, Jesse Stone, Pete Townshend, Wynonie Harris, Donny Hathaway, Yes, Dream Theater et Led Zeppelin.
Atco Records appartient depuis 2006 au Warner Music Group via Rhino Entertainment.
En 2020, ATCO revient sous l’égide d'Atlantic Records, où il est relancé. Le 14 février, Billboard annonce que le président d'A&R d'Atlantic Records, Pete Ganbarg, avait été nommé président d'ATCO Records, récemment relancé. La première signature d'ATCO par Ganbarg est le groupe alternatif Zero 9:36, basé à Philadelphie.

## Groupes et artistes
- AC/DC (hors Australie)
- Airrace
- The Allman Brothers Band (Capricorn/Atco)
- Andy Williams
- Steve Arrington
- Back Street Crawler
- Barrabás
- The Beatles (US)
- Bad Company
- Badger
- Ginger Baker (avec Baker's Air Force et Baker Gurvitz Army) (US/Canada)
- Jeff Beck
- Bee Gees (US/Canada)
- Chuck Berry
- Mr Acker Bilk (US/Canada)
- Black Oak Arkansas
- Blackfoot
- Blind Faith (US/Canada)
- Blue Mountain Eagle
- Blue Magic
- Blues Image
- Sonny Bono (sous le nom Sonny)
- Brooklyn Brothers
- Jack Bruce (US/Canada)
- Buffalo Springfield
- Cactus
- The Capitols
- Jim Carroll
- Change
- Cher
- Corina
- Eric Clapton (US/Canada)
- The Coasters
- Cold Grits
- Natalie Cole (Modern/Atco)
- Arthur Conley
- Cream (US/Canada)
- Cross Country
- Bobby Darin
- The Spencer Davis Group (US/Canada)
- Delaney and Bonnie and Friends
- Diesel
- The D.O.C. (Ruthless/Atco)
- Dr. John
- Dream Theater
- Julie Driscoll, Brian Auger & The Trinity
- Dave Edmunds
- Jonathan Edwards (Capricorn/Atco)
- Eight Seconds
- Electric Boys
- Enuff Z'nuff
- Envy
- John Entwistle
- Bent Fabric and his Piano
- Scott Fagan
- Gary Farr
- Fat Mattress
- Fatback
- The Fireballs
- Tricia Leigh Fisher
- Flies on Fire
- Focus (US/Canada)
- The Fourmost
- Peter Gabriel (US/Canada)
- Art Garfunkel
- Genesis (US/Canada)
- Gregory Gray
- R. B. Greaves
- Tim Hardin
- Gordon Haskell
- Donny Hathaway
- Hawkwind
- Horslips (US)
- Humble Pie
- Steve Hunter
- Jorgen Ingmann
- INXS (US/Canada)
- Iron Butterfly
- Deon Jackson (Carla)
- James Gang
- J. J. Fad (Ruthless/Atco)
- Robbin Julien[2]
- Scarlett Johansson
- Juicy Lucy
- Michael Kamen
- Ben E. King
- King Curtis
- Last Words
- Bettye LaVette
- Lime (Critique/Atco)
- Lindisfarne (US/Canada)
- Loudness
- Lulu
- Manowar
- Penny McLean
- Michel'le (Ruthless/Atco)
- Gary Moore (Mirage/Atco) (US)
- New York Dolls
- New York Rock and Roll Ensemble
- Stevie Nicks (Modern/Atco) (US/Canada)
- Nina & Frederik (US/Canada)
- Gary Numan (US/Canada)
- Outlaw Blood
- Outrage
- Pantera
- Pat and the Satellites
- The Persuaders
- Pleasure Bombs
- Queensrÿche
- The Raindogs
- Otis Redding
- Ann Richards
- Bob Rivers (Critique/Atco)
- The Robins
- The Rose Garden
- Rebel Heels (Atco Aus)
- Rowan & Martin
- Roxy Music (US/Canada)
- The Shadows of Knight (Dunwich/Atco)
- Shannon (Mirage/Atco)
- The Sherbs
- Kym Sims
- Slave
- P. F. Sloan
- Sonny and Cher
- Southside Johnny and the Jukes (Mirage/Atco)
- Keith Sweat
- Sweet Sensation
- The System (Mirage/Atco)
- Taffy
- Tangier
- Livingston Taylor (Capricorn/Atco)
- Nino Tempo and April Stevens
- Nolan Thomas (Mirage/Atco)
- Pete Townshend (US/Canada)
- The Troggs
- Vandenberg
- Vanilla Fudge
- Jerry Jeff Walker
- Dee Dee Warwick
- Stevie Wright (US/Canada)
- Yes
- Yomo and Maulkie (Ruthless/Atco)